# Аленто (река)
Аленто (итал. Alento) — река в итальянском регионе Кампания.

## История
Реку упоминает ещё Страбон в своей «Географии», писал о ней и Марк Туллий Цицерон. По-латински река называлась «Алентум» (лат. Alentum), латинское словосочетание «Cis Alentum» («по эту сторону Аленто») дало начало топониму «Чиленто» (итал. Cilento).

## География
Река берёт своё начало на горе Ле-Корне (894 м) возле местечка Горга в коммуне Стио, на территории Национального парка Чиленто, Валло-ди-Диано и Альбурни. Принимая в себя притоки, она течёт по большой долине через территории коммун Мальяно-Ветере и Монтефорте-Чиленто. В коммуне Приньяно-Чиленто в конце XX века через русло реки была построена плотина, из-за чего там образовалось искусственное озеро. После озера река течёт через коммуны Рутино, Лустра, Оминьяно, Саленто, Кастельнуово-Чиленто. В нижнем течении река образует границу между коммунами Казаль-Велино и Ашеа, и между посёлком Марина-ди-Казальвелино и развалинами древнегреческого города Элея впадает в Тирренское море.

## Фауна
В реке водятся выдры, которых уже почти не осталось в Италии, а также уклейки вида Alburnus albidus.